# Tales (datorspelsserie)
Tales, i Japan känt som Tales of (テイルズ オブ Teiruzu obu?, "Berättelser om"), är en datorrollspelsserie med fantasytema. Spelen utvecklas av Namco Tales Studio och Bandai Namco Entertainment. Det första spelet släpptes 1995.

## Spel

### Huvudserien
| Titel              | Släppår |
| ------------------ | ------- |
| Tales of Phantasia | 1995    |
| Tales of Destiny   | 1997    |
| Tales of Eternia   | 2000    |
| Tales of Destiny 2 | 2002    |
| Tales of Symphonia | 2003    |
| Tales of Rebirth   | 2004    |
| Tales of Legendia  | 2005    |
| Tales of the Abyss | 2005    |
| Tales of Innocence | 2007    |
| Tales of Vesperia  | 2008    |
| Tales of Hearts    | 2008    |
| Tales of Graces    | 2009    |
| Tales of Xillia    | 2011    |
| Tales of Xillia 2  | 2012    |
| Tales of Zestiria  | 2015    |
| Tales of Berzeria  | 2017    |

### Fotnoter
1. ↑  ”Tales series” (på engelska). Mobygames. http://www.mobygames.com/game-group/Tales-series. Läst 23 april 2015.